# Иматака
Иматака е планинска верига, разположена в северозападна Гвиана и североизтона Венецуела.
Височината на планината варира от 250 – 750 м. Средната температурата на района, обхващащ Иматака, е между 18º и 28ºC.
Районът на планината е много богат на минерални ресурси и на руда. Желязна руда и манган са намерени в гаянската част на планината, а злато и диаманти са намерени в Венецуелската част. Иматака е една от 4-те главни планински вериги, които съставят Гвианската планинска земя. Другите 3 планински вериги са Пакарайма, Акарай и Кануку.